# Opinionsdynamik
Opinionsdynamik er det kvantitative studie af udviklingen i holdninger i en befolkning.
En simpel model inden for opinionsdynamik er Sznajd-modellen, hvor hvert individ kan have én af to holdninger til et emne, og hvor enighed eller uenighed spreder sig i befolkningen.